# Parco nazionale di Schiermonnikoog
Il parco nazionale di Schiermonnikoog (Nationaal Park Schiermonnikoog in nederlandese) è un'area naturale protetta dei Paesi Bassi, che occupa la maggior parte dell'isola di Schiermonnikoog, nella provincia della Frisia. È stato il primo parco nazionale dei Paesi Bassi nel senso moderno del termine, istituito nel 1989.

## Caratteristiche

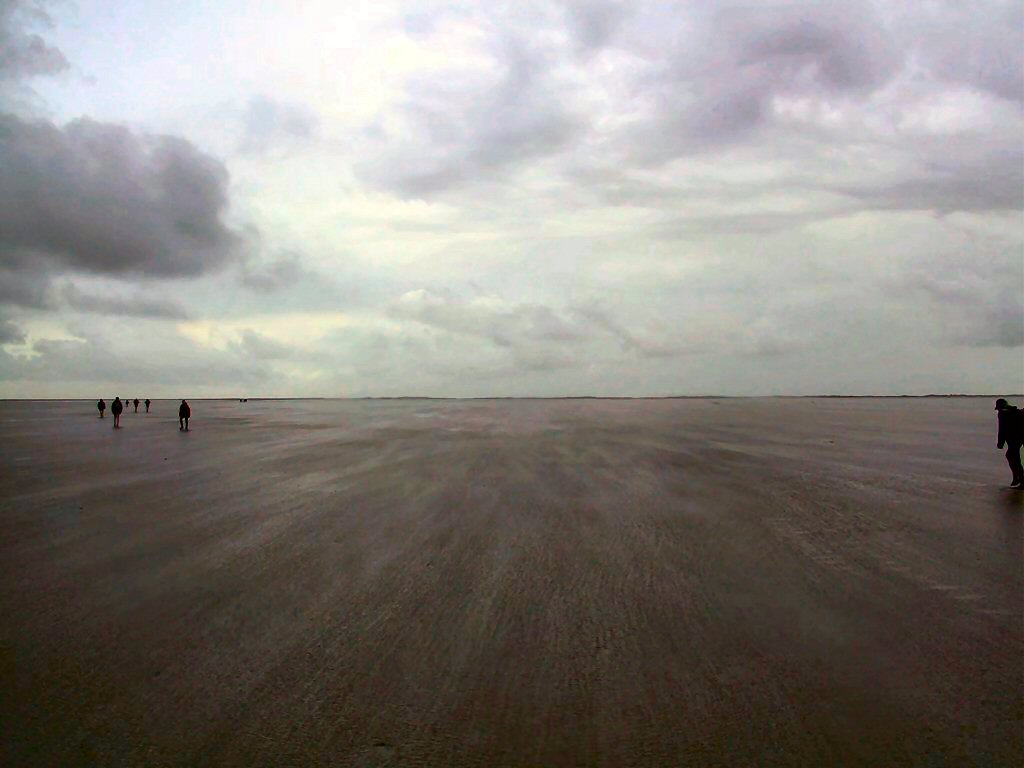
Camminata nel fango in una piana di marea durante una giornata ventosa.

L'isola sorse durante l'ultima era glaciale e da allora la morfologia è variata parecchio. I processi che ne hanno modificato la morfologia sono stati soprattutto lo spostamento di sabbia, l'erosione e la sedimentazione lungo le coste, tipici dei paesaggi caratterizzati dalle maree.
Nei secoli l'isola ha visto pochi insediamenti umani, perlopiù villaggi di pescatori. A partire dai primi anni del XIX secolo sono stati avviati dei programmi di rimboschimento per ridurre lo spostamento della sabbia; inoltre diverse dighe sono state costruite per proteggere l'isola e la sua popolazione. Alcuni degli acquitrini furono bonificati e trasformati in polder a beneficio dell'agricoltura locale.
Durante il XX secolo l'isola divenne meta di turismo e una buona parte della sua superficie venne regolamentata come riserva naturale. Attualmente il paesaggio del parco presenta dune, foreste, polder, piane di marea, acquitrini e spiagge, oltre a piccoli laghi e villaggi.

## Flora e fauna

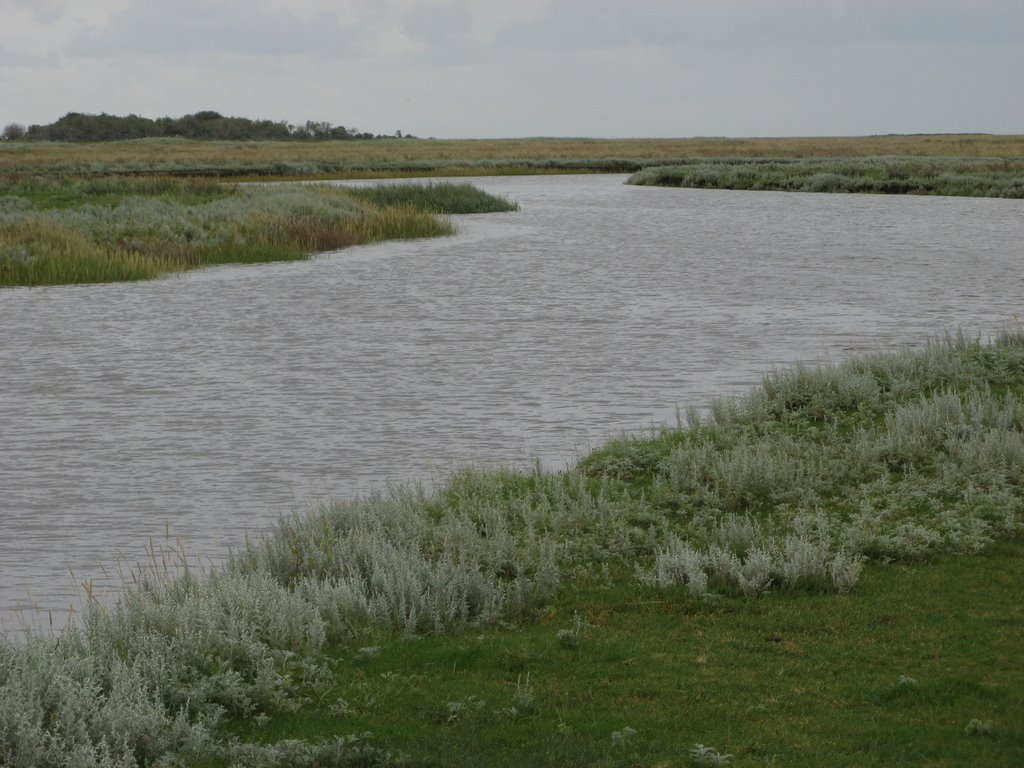
Un'area paludosa all'interno del parco.

Come nel resto del mare dei Wadden, il parco è molto ricco di flora e fauna.
Tra le piante crescono il limonio di mare, l'artemisia maritima, l'astro di mare, la salicornia europea oltre a diverse specie di orchidee.
Tra gli uccelli sono comuni il tordo sassello, la beccaccia di mare, il piovanello maggiore, la pittima minore, il chiurlo maggiore, la pettegola, il gabbiano comune e il gabbiano reale nordico.
Tra i mammiferi è possibile osservare la foca grigia, la foca comune, la lepre comune e il coniglio selvatico europeo, sebbene la popolazione di quest'ultimo si sia ridotta parecchio negli ultimi anni a causa della diffusione della malattia emorragica virale del coniglio. Nel 2009 per la prima volta è stato osservato un cervo.

## Turismo
Il parco offre diverse attrattive turistiche. Parecchio rinomate sono le spiagge dove sono comuni le camminate sul fango. La natura pressoché incontaminata è un'altra attrattiva turistica, favorita dall'isolamento del parco, nonché dal divieto di transito per le auto dei turisti e dalla limitata densità abitativa, limitata a pochi pescatori e contadini.
La gestione del parco è affidata al Natuurmonumenten, mentre la protezione delle coste è di responsabilità del Rijkswaterstaat. Il Natuurmonumenten gestisce anche il centro visitatori e si occupa della protezione delle colonie di uccelli limitando il traffico turistico in primavera ed estate.